# Campaña presidencial de Ron DeSantis de 2024
La campaña presidencial de Ron DeSantis para las elecciones presidenciales de Estados Unidos de 2024 fue lanzada formalmente el 24 de mayo de 2023.
Luego de su exitosa candidatura a la reelección de gobernador, DeSantis fue ampliamente discutido en los principales medios de comunicación como un posible retador presidencial de 2024 que podría derrotar la candidatura del expresidente Donald Trump por la nominación republicana. En general, las encuestas han indicado que Trump es el favorito para la nominación, sin embargo, DeSantis recaudó más fondos de campaña en la primera mitad de 2022.
El 24 de mayo de 2023, DeSantis presentó su candidatura a la presidencia ante la Comisión Federal de Elecciones.
El 21 de enero de 2024, DeSantis retiró su candidatura y emitió un respaldo a Trump, habiendo quedado previamente en un distante segundo lugar tras Trump en las primarias de Iowa, con sólo el 21% de los votos a pesar de un importante esfuerzo.

## Antecedentes

### Especulación temprana
Para enero de 2021, DeSantis había sido un candidato potencial en las elecciones presidenciales de 2024. Fue invitado a la reunión de enero del Comité Nacional Republicano en Isla de Amelia, a pesar de apoyar fervientemente al entonces presidente Donald Trump, incluidas sus afirmaciones de fraude electoral en las elecciones presidenciales de 2020. La respuesta de DeSantis a la pandemia de COVID-19 en Florida lo ascendió aún más dentro del Partido Republicano; Josh Holmes, asesor del líder de la minoría del Senado, Mitch McConnell, dijo que DeSantis estaba "teniendo su momento con los conservadores". En octubre de 2022, el exgobernador de Florida, Jeb Bush, elogió a DeSantis como posible candidato para 2024 y, en febrero de 2023, repitió su creencia de que DeSantis se presentaría, aunque se reservó que estaba "elogiando, no respaldando" a DeSantis. Una encuesta de opinión de la Conferencia Política de Acción  Conservadora (CPAC) puso a DeSantis en segundo lugar solo después de Trump, y fue el único otro republicano en recibir números de dos dígitos en la encuesta. En mayo, DeSantis habló con el Partido Republicano en el condado de Allegheny, Pensilvania, lo que alimentó aún más la especulación de una posible candidatura, ya que algunos demócratas comenzaron a intentar montar una campaña en su contra. A pesar de varios respaldos, se opuso públicamente a una candidatura presidencial y dijo que la discusión sobre su candidatura fue "puramente fabricada" en una conferencia de prensa en septiembre de 2021. Las encuestas de opinión estatales sugirieron una fuerte conexión con los votantes con educación universitaria dentro del Partido Republicano y victorias estrechas contra Trump.
En los medios conservadores, DeSantis aparecía con frecuencia y desarrolló una relación mutua. En un correo electrónico obtenido por Tampa Bay Times, un productor de Fox News dijo que "podría presentar [Fox & Friends]". DeSantis forjó alianzas con expertos conservadores y recibió al comentarista político Dave Rubin y al reportero de Newsmax Benny Johnson en la Mansión del Gobernador en enero de 2022. En The American Conservative y National Review, fue elogiado como una fuerte alternativa a Trump. Cuando el New York Post y The Wall Street Journal, propiedad de News Corp de Rupert Murdoch, comenzaron a parecer críticos con Trump por el ataque al Capitolio del 6 de enero, Fox News de Murdoch comenzó a cambiar la cobertura a DeSantis y trabajó con su equipo para retratarlo con una luz positiva; El libro de la periodista del New York Times Maggie Haberman, Confidence Man (2022), afirma que Murdoch estaba dispuesto a "derribar [a Trump]" luego de su derrota en las elecciones presidenciales de 2020. El New York Post publicó el titular, "DeFuture", después de que DeSantis fuera reelegido, mientras que The Wall Street Journal lo proclamó el "tsunami de DeSantis en Florida".
A partir de 2021, DeSantis fue visto cada vez más como un candidato potencial para la nominación presidencial republicana de 2024, y varios expertos políticos predijeron que DeSantis podría derrotar al expresidente u opinaron que DeSantis es preferible a Trump en vista de las audiencias por el 6 de enero y las encuestas posteriores. Este fue el caso especialmente después de las elecciones intermedias, cuando DeSantis fue reelegido gobernador por casi 20 puntos porcentuales, mientras que los candidatos respaldados por Trump, como Mehmet Öz en la carrera por el Senado en Pensilvania, tuvieron un desempeño deficiente.

### Avances previos a la candidatura
A medida que aumentaron las especulaciones de que DeSantis desafiaría al expresidente Donald Trump por la nominación republicana, DeSantis comenzó a ser objeto de frecuentes críticas por parte del expresidente. El 5 de noviembre de 2022, en un mitin en Pensilvania, Trump le dio a DeSantis el apodo de "Ron DeSanctimonious". The New York Times informó que Trump ocasionalmente ha usado el apodo de "Meatball Ron"; DeSantis es de ascendencia italiana. Varios días después de la publicación del artículo, Trump dijo en Truth Social que "nunca llamaría a Ron DeSanctimonious 'Meatball' Ron", y que es "totalmente inapropiado".

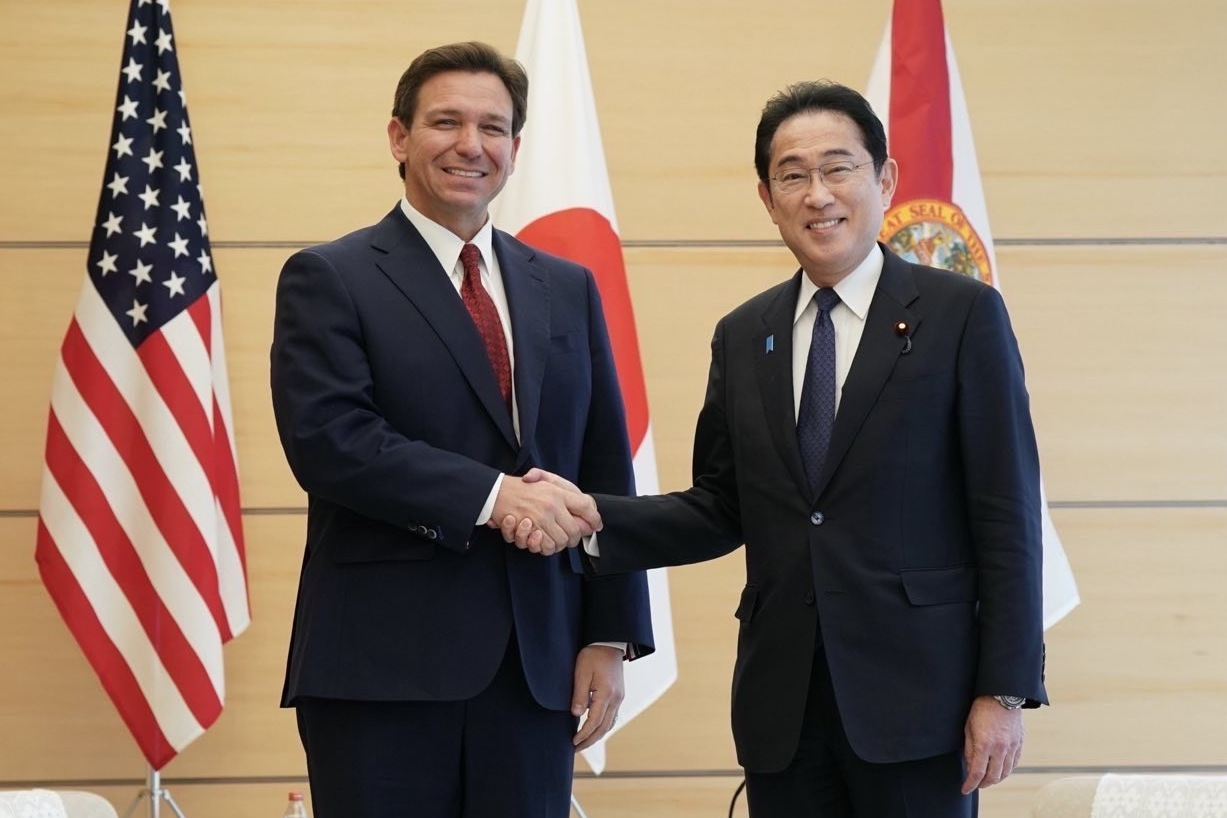
Se considera que las visitas internacionales de DeSantis mejoraron sus credenciales en política exterior

En febrero de 2023, DeSantis publicó The Courage to Be Free (El coraje de ser libre), una memoria que resume sus creencias políticas, y posteriormente se embarcó en una gira de libros en los estados de votación anticipada de Iowa, Nuevo Hampshire, Nevada, y Carolina del Sur, entre otros estados. A pesar de que se intuía una posible candidatura presidencial, DeSantis declaró que la gira tenía la intención de defender su historial como gobernador de Florida, en lugar de Trump. En abril, visitó Japón, Corea del Sur, Israel y el Reino Unido, en un movimiento que se considera que fue para mejorar sus credenciales en política exterior. DeSantis fue criticado por un desempeño aparentemente deslucido en el transcurso del viaje. Según The Guardian, DeSantis comenzó a reunir personal de alto nivel el 27 de febrero. La Legislatura de Florida aprobó un proyecto de ley electoral en abril que elimina el requisito de que DeSantis deba renunciar como gobernador de Florida si busca una candidatura presidencial. El proyecto de ley fue promulgado por DeSantis horas antes de que se esperara que anunciara su candidatura.
Antes de una posible candidatura presidencial, comenzaron a formarse informes sobre la personalidad distante de DeSantis. En el más notable de estos casos, The Daily Beast informó en marzo de 2023 que, durante un viaje en avión privado en marzo de 2019 desde Tallahassee a Washington D. C., DeSantis comió un "postre de pudín de chocolate" con tres dedos, según dos fuentes. Un exmiembro del personal le dijo a la publicación que DeSantis comía "como un animal hambriento que nunca antes había comido" como parte de una sección sobre sus débiles habilidades sociales. Aunque negó la historia a Piers Morgan, de Fox Nation, en una entrevista que luego se transmitió en Jesse Waters Primetime, el incidente atrajo rápidamente la atención de DeSantis. Un comité de acción política (PAC) alineado con Trump publicó un mensaje político en abril titulado "Dedos de pudín" y presentaba afirmaciones que DeSantis había hecho sobre un fondo de un hombre comiendo pudín con tres dedos. Según se informa, el mensaje fue motivado por la entrevista de Morgan. Shirin Ali de Slate comparó el incidente del pudín con los informes de que la senadora de Minnesota Amy Klobuchar había comido ensalada con un peine y una serie de imágenes que mostraban al exalcalde de South Bend, Indiana, Pete Buttigieg, comiendo rollos de canela como si fueran alitas de pollo. Hablando con NBC News, varios colegas republicanos dijeron que DeSantis era "un solitario" que a menudo se veía en su teléfono celular. The New York Times informó que DeSantis usó portabicicletas para separarse de la multitud durante una visita a Iowa.
Antes del anuncio de la campaña, los aliados de DeSantis establecieron un comité de acción política (PAC) conocido como Amigos de Ron DeSantis. Aunque el PAC recaudó 86 millones de dólares, sus fondos no se pueden transferir para la campaña presidencial de Ron DeSantis porque se recaudaron bajo leyes más laxas. El 15 de mayo, Amigos de Ron DeSantis presentó documentos ante la División de Elecciones de Florida cambiando su nombre a "Empoderar a los padres" y dedicó su nueva misión a "proteger los derechos de los padres en la educación", en un aparente esfuerzo por distribuir los fondos y eludir la ley federal. El grupo de vigilancia Campaign Legal Center ha declarado que presentará una queja ante la Comisión Federal de Elecciones si se transfieren los fondos. Empoderar a los padres puede transferir sus fondos a Never Back Down, un súper PAC federal que ha recaudado US$30 millones.

## Campaña

### Anuncio
| Ron DeSantis | Twitter |
| @RonDeSantis |         |

             I'm running for president to lead our Great American Comeback.
         

        2023-05-24

El 23 de mayo de 2023, un miembro de la campaña reveló planes a Associated Press de que DeSantis anunciaría su candidatura en Twitter Spaces junto al CEO de Twitter, Elon Musk, a las 6:00 p. m. EDT al día siguiente, después de reunirse con sus donantes en el Four Seasons Hotel de Miami. Musk luego anunció oficialmente la conversación en vivo. Horas antes de que se llevara a cabo el espacio, DeSantis se presentó oficialmente ante la Comisión Federal de Elecciones (CFE). DeSantis tuiteó un video de lanzamiento minutos antes de que comenzara el Twitter Space. Durante la llamada, que atrajo a más de 600 000 usuarios de Twitter, los problemas técnicos afectaron gravemente el anuncio, ya que DeSantis no pudo hablar durante 20 minutos. El Twitter Space se reinició provocando la pérdida de un número significativo de oyentes. La conversación fue moderada por David Sacks, un hombre de confianza de Musk durante su adquisición de Twitter y un donante republicano que elogió a DeSantis y le dio 50 000 dólares estadounidenses. Después de la reunión, DeSantis apareció en Fox News Tonight y habló con el excongresista republicano Trey Gowdy, bromeando sobre los problemas técnicos. Aunque Sacks afirmó que el evento fue la "sala más grande jamás celebrada en las redes sociales", la transmisión en vivo de Facebook Live de BuzzFeed de un truco de sandía explosiva y una transmisión en vivo de la jirafa April embarazada en el Animal Adventure Park en Colesville, Nueva York, superaron en la audiencia.
Otros candidatos ridiculizaron los problemas técnicos experimentados en Twitter Space; El presidente Joe Biden, que se postulaba para la reelección, tuiteó "este enlace funciona", seguido de un enlace a su propio sitio web de donaciones de campaña. Trump escribió en Truth Social que el cuello de DeSantis era "demasiado grande" en su video de lanzamiento. Más tarde, Trump publicó un video satírico de un evento falso de Twitter Spaces, con la presencia de figuras como George Soros, Klaus Schwab, Adolf Hitler, Dick Cheney, el FBI y el Diablo. Trump siguió el video con otro video de un cohete, etiquetado como "Ron 2024", que hace referencia al logotipo de la campaña presidencial de Jeb Bush en 2016, cayendo. Ambos videos parecen haber sido generados por inteligencia artificial. El representante de Florida Matt Gaetz, un destacado aliado de Trump, tuiteó, "DeSedative". Los medios conservadores rápidamente utilizaron los problemas técnicos para satirizar a DeSantis. El editor del National Review, Philip Klein, lo calificó de desastre, al igual que Fox News. El Daily Mail publicó el titular "El desastre de Ron", un término que se convirtió en un hashtag de moda en Twitter, mientras que Breitbart News lo llamó "DeBacle para DeSantis". Por el contrario, el comentarista conservador Ben Shapiro escribió que es poco probable que aquellos preocupados por la "óptica de la falla de Twitter Spaces" voten por DeSantis. Musk posicionó la discusión como un éxito, señalando la cobertura mediática de su fracaso.

### Fase inicial
Después del anuncio, DeSantis apareció en una variedad de medios conservadores, incluidos Erick Erickson Show de Erick Erickson y The Clay Travis and Buck Sexton Show. En The Ben Shapiro Show, se comprometió a derogar la Ley del Primer Paso, firmada por Trump en 2018 a instancias de su yerno Jared Kushner. Estas apariencias han antagonizado a Trump; en su entrevista con Shapiro, DeSantis criticó a Trump por su respuesta a la pandemia de COVID-19.
El 30 de mayo, DeSantis realizó su primer evento en persona en la Iglesia Eternity en Clive, Iowa, en una decisión considerada para fortalecer su conexión con los votantes cristianos evangélicos. Posteriormente apareció en otras ciudades de Iowa, incluidas Sioux City, Council Bluffs, Pella, y concluyó su visita en Cedar Rapids. En una entrevista de Fox & Friends, DeSantis calificó a Iowa como "muy importante" y trazó paralelismos con la prohibición del aborto de seis semanas que promulgó con la de Iowa. El evento es parte de una gira tri-estatal denominada "Great American Comeback Tour", en la que visitará doce ciudades de los Estados Unidos, incluidas las de los estados clave de votación anticipada como Nuevo Hampshire y Carolina del Sur.

## Financiamiento
La campaña de DeSantis anunció que DeSantis recaudó un total de US$8.2 millones de donaciones en línea y donaciones realizadas a través de Four Seasons Miami dentro de las 24 horas posteriores al lanzamiento de su campaña, superando a Trump, quien había recaudado US$9,5 millones en las seis semanas posteriores al anuncio de su campaña. Su campaña también cuenta con el apoyo del fundador de Bigelow Aerospace, Robert Bigelow, cuya donación de 20 millones de dólares estadounidenses a Never Back Down es una de las más grandes de un solo donante en una primaria presidencial. En una entrevista de USA Today, los donantes expresaron su indiferencia por las cifras decrecientes de las encuestas de DeSantis, comparándolas con un maratón. Never Back Down recaudó una cantidad "sin precedentes" de USD 500 000 a través del Draft DeSantis 2024 Fund.

## Percepción pública

### Apoyos políticos
Congreso
- Bob Good[78]
- Laurel Lee[79]
- Thomas Massie[80]
- Rich McCormick[81]
- Chip Roy[82]

Gobernadores
- Kevin Stitt, gobernador de Oklahoma (2019-presente)[83]

## Encuestas
Aunque DeSantis tuvo inicialmente un apoyo comparable al de Trump según las encuestas agregadas de FiveThirtyEight, el margen entre Trump y DeSantis aumentó desde enero de 2023 hasta mayo de 2023. Según el Quinnipiac University Polling Institute entre el 18 y el 22 de mayo, DeSantis atrajo al 25 % de los votantes republicanos en comparación con el 56 % de Trump. A pesar de esto, DeSantis tiene un índice de favorabilidad más fuerte. Geoffrey Skelley de FiveThirtyEight señaló el ascenso de Trump entre noviembre de 2022, cuando declaró su candidatura, y mayo de 2023. En ese momento, Trump pudo atacar a DeSantis por desafiar muchas de las creencias establecidas por Freedom Caucus, del cual fue cofundador. Trump convenció a muchos republicanos del Congreso de Florida para que lo respaldaran y obtuvo respaldo, y su acusación reforzó sus números en las encuestas. En abril de 2023, DeSantis firmó una prohibición del aborto de seis semanas que debería haber fortalecido su campaña presidencial; En cambio, a los megadonantes republicanos les preocupo que se inclinara bastante hacia la derecha.
La presencia de Trump en las primarias presidenciales del Partido Republicano de 2024 y sus principales seguidores, así como un campo cada vez mayor, ha presentado desafíos para la campaña de DeSantis. Ryan Tyson, asesor principal de DeSantis, dijo que la campaña busca acumular votantes que no voten exclusivamente por Trump ni se identifiquen con el movimiento Alto a Trump. Según Tyson, los participantes adicionales dividieron el electorado de Alto a Trump. Otros candidatos, como Nikki Haley y Vivek Ramaswamy, se han centrado en atacar a DeSantis en lugar de a Trump; Ramaswamy cenó con Trump y su yerno Jared Kushner, un amigo cercano de Ramaswamy, en la propiedad de Trump en Bedminster, Nueva Jersey en 2021.